# Le Gua (Isère)
Gua – miejscowość i gmina we Francji, w regionie Owernia-Rodan-Alpy, w departamencie Isère.
Według danych na rok 1990 gminę zamieszkiwało 1505 osób, a gęstość zaludnienia wynosiła 53 osób/km² (wśród 2880 gmin regionu Rodan-Alpy Gua plasuje się na 569. miejscu pod względem liczby ludności, natomiast pod względem powierzchni na miejscu 254.).